# Foro romano de Mérida
El foro romano municipal de Mérida fue construido en la colonia romana de Augusta Emerita, que fue fundada en el 25 a. C. por Octavio Augusto, para los soldados eméritos licenciados del ejército romano, de dos legiones veteranas de las guerras cántabras: Legio V Alaudae y Legio X Gemina. La ciudad fue la capital de la provincia romana de Lusitania. El término emeritus significaba en latín "retirado", y se refería a los soldados jubilados con honor.

## Historia
En Emérita Augusta había dos foros: el Foro Municipal y el Foro romano provincial de Mérida.
El área comprendida por el Foro Municipal se desarrollaba entre las actuales calles de San José y de Los Maestros, por un lado, y entre el Templo de Diana y la calle de Viñeros por otro.

## Características y edificios que albergaba el foro
Su estructura respondía a un esquema muy utilizado en las ciudades romanas de Occidente durante la primera época imperial.
El Foro Municipal albergaba distintos edificios de Emérita Augusta:
- El Templo de Diana, edificio dedicado al culto imperial.
- El Templo de Marte, edificio dedicado al culto imperial.
- El Pórtico del Foro, que se encontraba cerca del Templo de Diana, fue construido en el siglo I, y consta de un edificio porticado con un muro donde se albergan varias hornacinas destinadas a estatuas encontradas en este lugar. El pórtico fue restaurado en el siglo XX y los restos encontrados se hallan expuestos en el Museo Nacional de Arte Romano.
- Una basílica, situada enfrente del templo de Diana.
- Unas termas.

## Debate sobre la existencia de dos foros en la ciudad
Desde los inicios de la república romana, la configuración de cualquier ciudad romana de nueva planta se hacía estableciendo sus límites, con una gran plaza central desde la cual saldrían sus dos calles principales. Puesto que Emérita Augusta se fundó como colonia, su distribución se haría conforme a los estándares de la época, con un único foro.  No fue hasta  el año 1976, bimilenario de la ciudad, cuando el arqueólogo Almagro Bash propuso la existencia de un segundo foro, el Foro Provincial, en un área al que daba acceso el mal llamado Arco de Trajano. La aparición de los restos de una esquina del templo de culto imperial en 1983 en la calle Holguín reforzarían esta idea. Sin embargo, actualmente continúa en estudio esta teoría, sobre si existió el Foro Provincial o si se trataba únicamente de una plaza pública dedicada al culto imperial.
El Foro Municipal sería el único foro de la ciudad, ya que se trata no sólo del más antiguo, sino el que contenía todas las edificaciones civiles, administrativas, jurídicas y religiosas. Estas mismas edificaciones servirían tanto para el control de la provincia como de la propia ciudad. Además, se encuentra construido en el punto más alto de la ciudad, a modo de acrópolis, y a partir de la cual se iniciaban tanto el Cardo Maximus como el Decumanus Maximus, que describirían el urbanismo de la ciudad. Años más tarde, los distintos pueblos que ocuparon Mérida (Godos, Vándalos, Alanos, Suevos, Visigodos y pueblos norteafricanos) utilizaron este mismo recinto como sede del poder político tanto para sus respectivas demarcaciones como para el control de la ciudad, hasta la desmantelación de la ciudad por Abderramán II y el traslado del centro de poder al interior de la Alcazaba.
El Foro Provincial se construyó en el siglo I cuando el emperador Tiberio decidió crear la nueva religión imperial, en la cual el Emperador adquiría el rango de divinidad (como medio político de centralizar el poder y, en cierta medida, alejarlo del concepto de monarquía que tanto repudiaba el pueblo de Roma). Para expandir esta nueva religión, se ordenó que las ciudades más importantes contaran con recintos donde se diera culto al Emperador, con edificios notables que sobresalieran en la ciudad. En Emérita Augusta, se derribaron varias manzanas de edificios y se comenzó la construcción de una plaza porticada con una gran entrada (Arco de Trajano) y un templo en honor al Emperador. Los restos de este templo se encuentran en la actual calle Holguín, aunque debido a su tamaño se podrían encontrar restos en calles adyacentes. Puesto que en este recinto no había edificios administrativos ni de carácter legislativo, los investigadores sostienen que no se trató de ningún Foro, sino de una plaza porticada de carácter religioso.